# Джонс, Эдриан
Эдриан Джеймс Джонс (англ. Adrian James Johns) — британский вице-адмирал, Второй морской лорд с 2005 по 2008 годы, губернатор Гибралтара с 2009 по 2013 годы.

## Биография
Получил образование в Имперском колледже Лондона, где специализировался в физике. Службу в Королевском флоте начал в 1973 году. 1 сентября 1975 года получил звание лейтенанта. Прошёл обучение в качестве пилота вертолёта и направлен для прохожэдения службы в 824-ю эскадрилью морской авиации, базировавшуюся на авианосце HMS Ark Royal, где пилотировал вертолёт Westland Sea King. В 1979 году получил квалификацию лётного инструктора. В 1981 был впервые назначен на командную должность, получив в Гонконге под командование HMS Yarnton. 16 октября 1982 года был произведёл в лейтенанты-командоры. Сменив несколько должностей, 30 июня 1988 года повышен в звании до командора, между 1988 и 1990 годами был капитаном фрегатов HMS Juno и HMS Ariadne.
Ранг капитана присвоен 31 декабря 1994 года. Между работой на различных должностях в Министерстве обороны, с 1995 по 1996 годы командовал фрегатом HMS Campbeltown.
В 2001 году награждён орденом Британской империи (степень командора). В том же году получил под командование десантный корабль HMS Ocean. В 2003 году был командирован в Ирак. За службу в Ираке получил Королевскую благодарность за службу. В 2003 году после присвоения звания контр-адмирала сложил полномочия капитана HMS Ocean.
В мае 2003 года стал помощником главы морского штаба. В октябре 2005 повышен в звании до вице-адмирала и назначен вторым морским лордом и командующим флотом метрополии. В 2008 году награждён орденом Бани (степень рыцаря-командора). 15 июля 2008 года передал полномочия второго морского лорда Алану Месси.
9 июня 2009 года Форин-офис объявил, что к концу года Эдриан Джонс сменит Роберта Фултона на посту губернатора Гибралтара. Джонс прибыл в Гибралтар на борту HMS Lancaster и принёс присягу губернатора 26 октября 2009 года.
2 февраля 2011 года по личному приглашению Елизаветы II стал рыцарем справедливости ордена Святого Иоанна.
13 ноября 2013 года покинул пост губернатора Гибралтара, передав полномочия Джеймсу Даттону.